# Rhododendron pentaphyllum
Rhododendron pentaphyllum är en ljungväxtart som beskrevs av Carl Maximowicz. Rhododendron pentaphyllum ingår i släktet rododendron, och familjen ljungväxter.

## Underarter
Arten delas in i följande underarter:
- R. p. nikoense
- R. p. shikokianum

## Bildgalleri

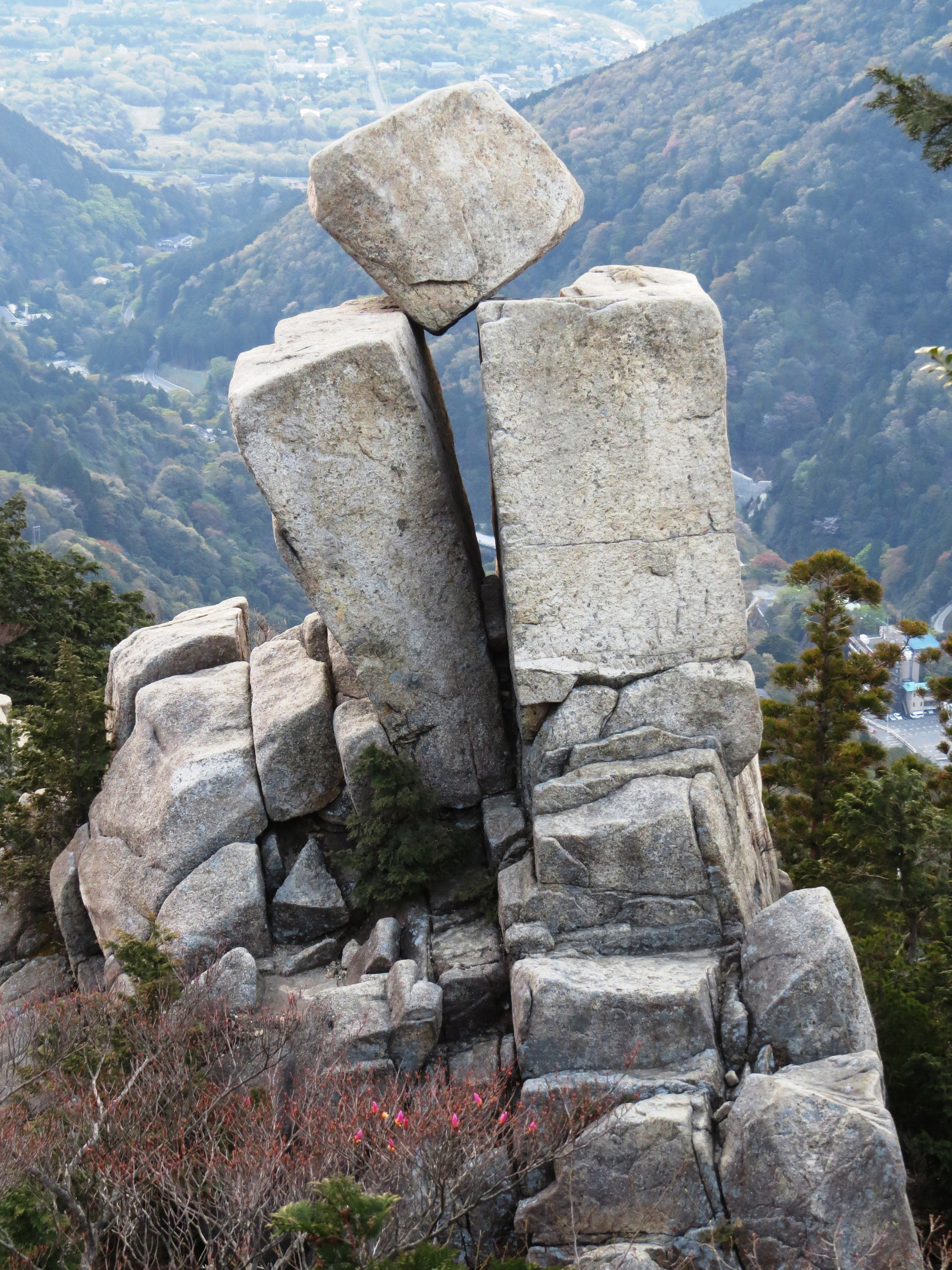
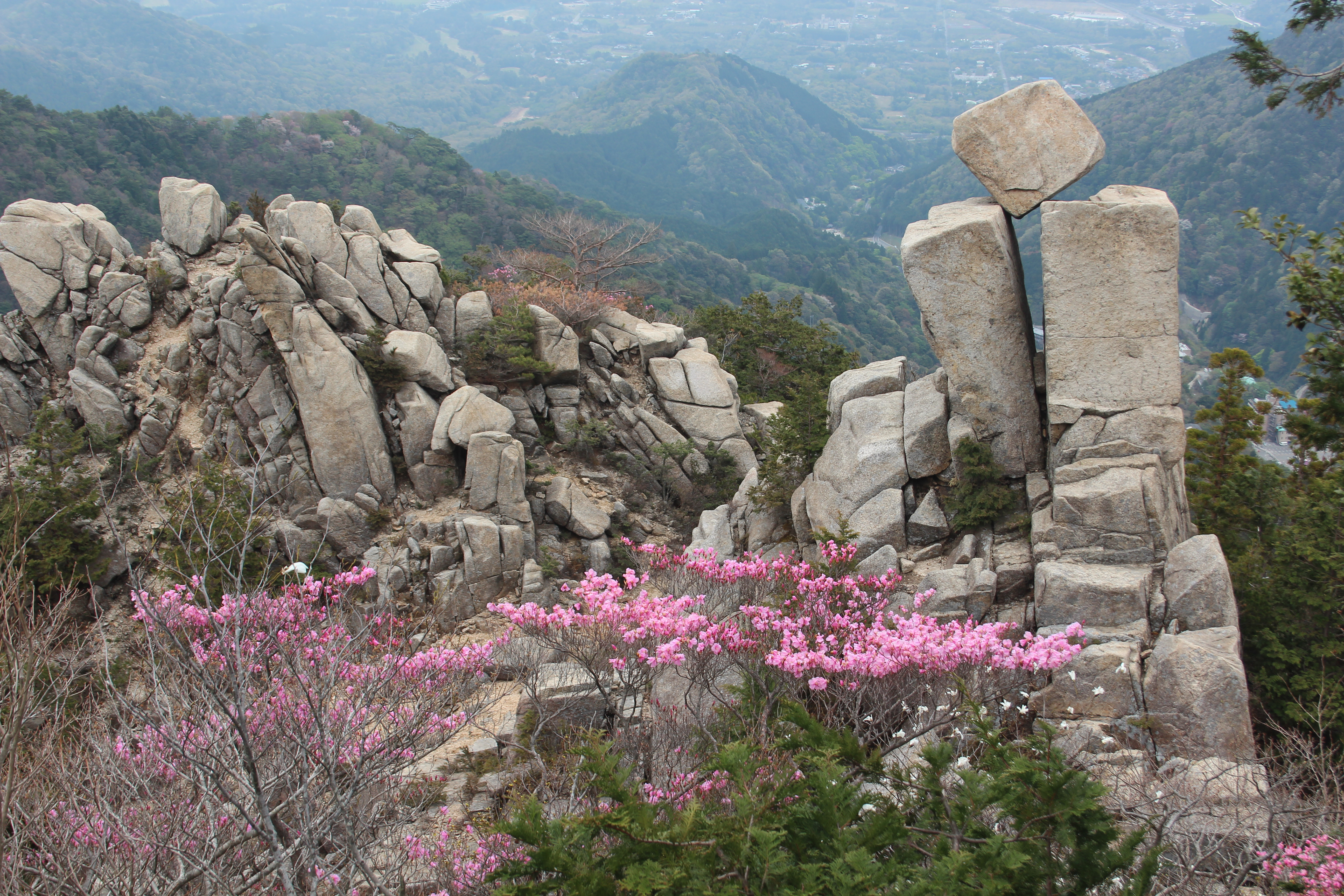
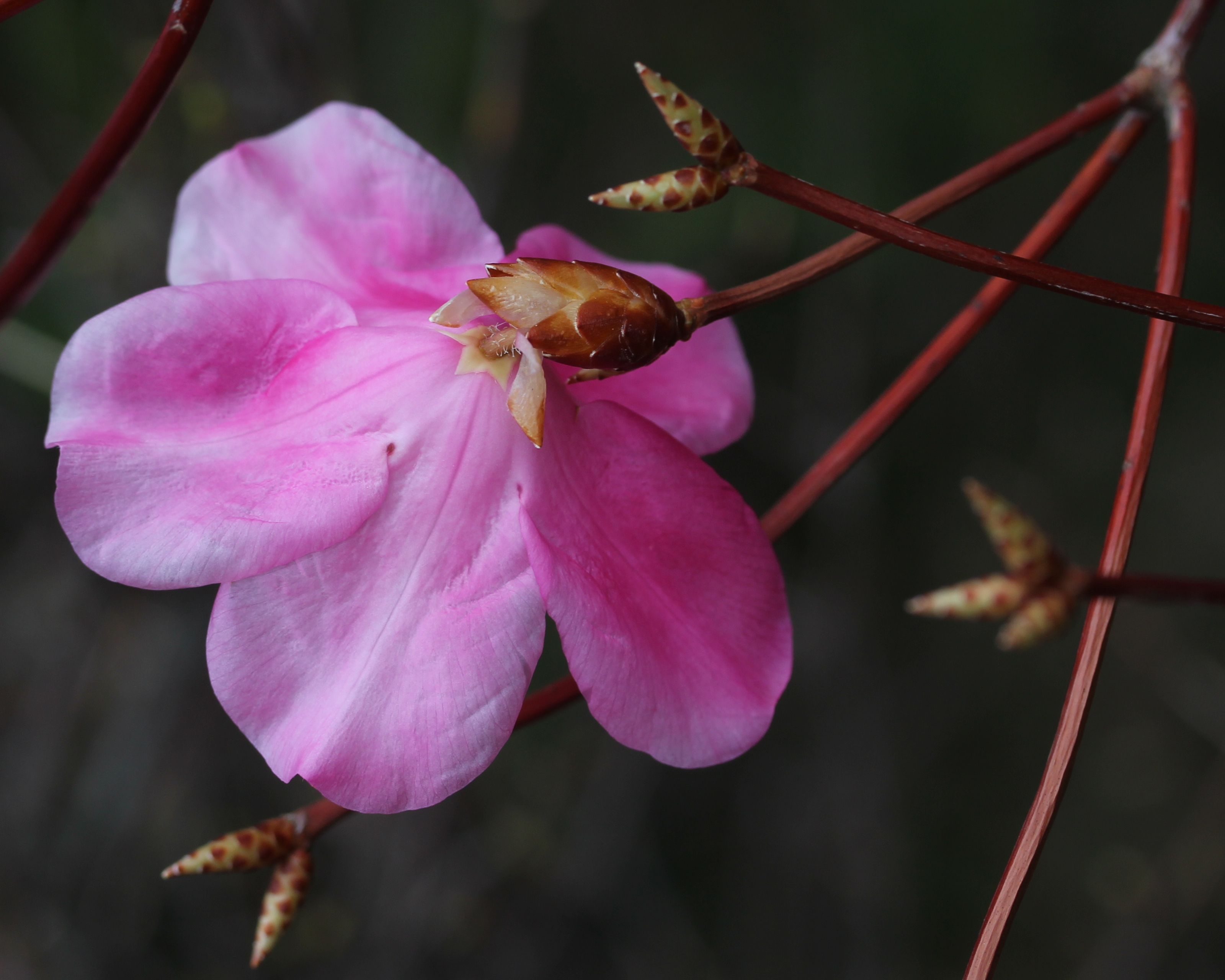
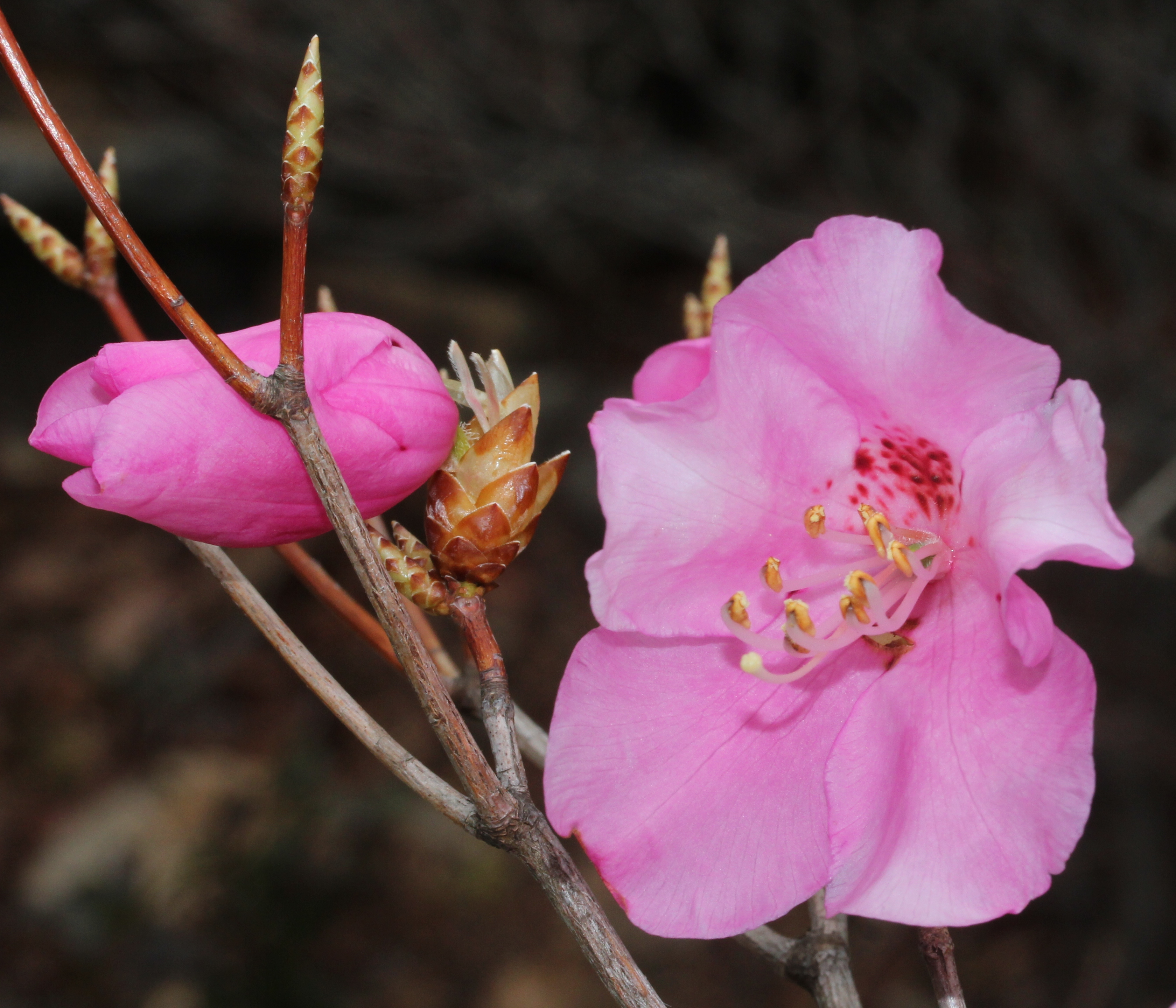
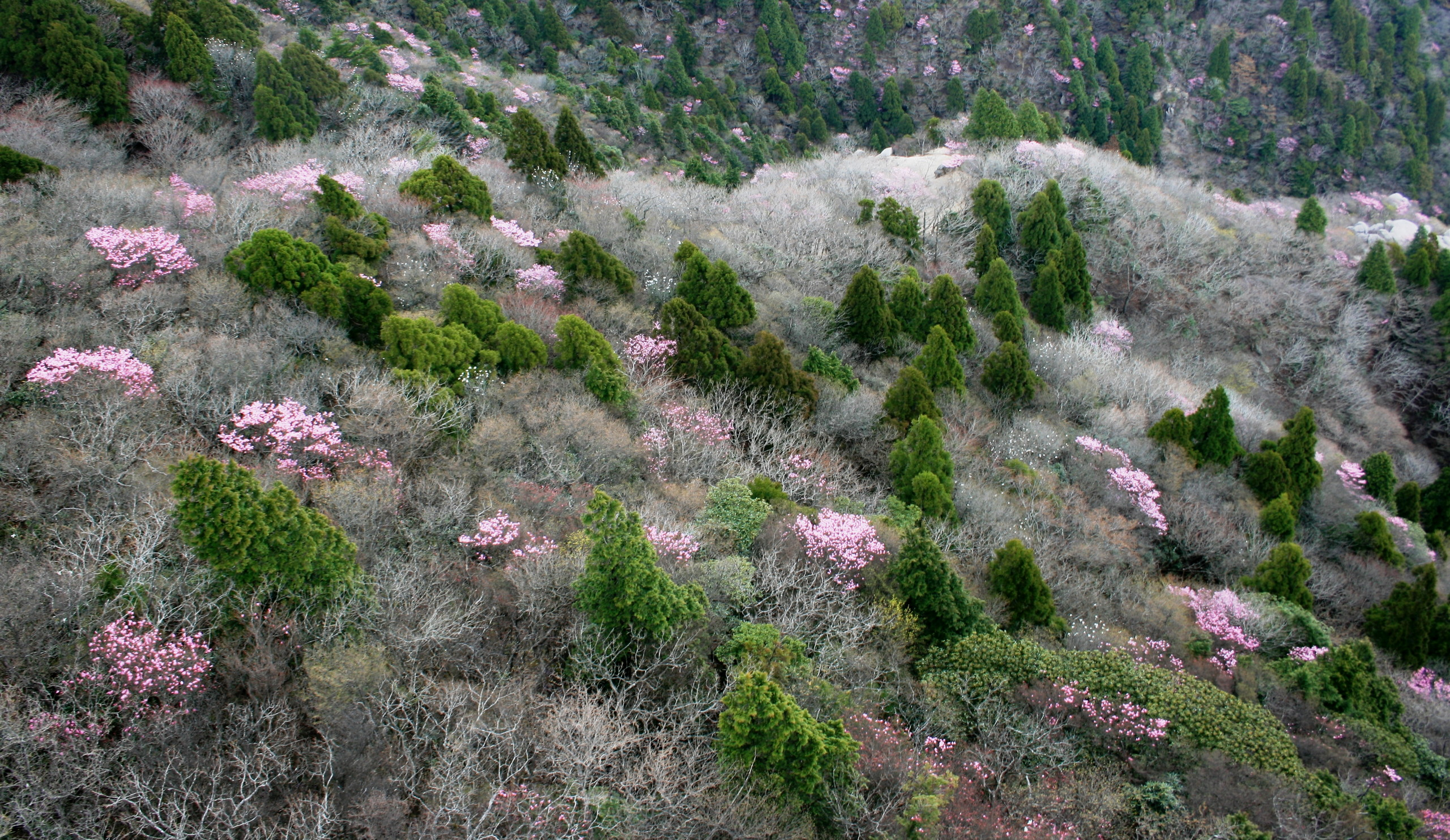
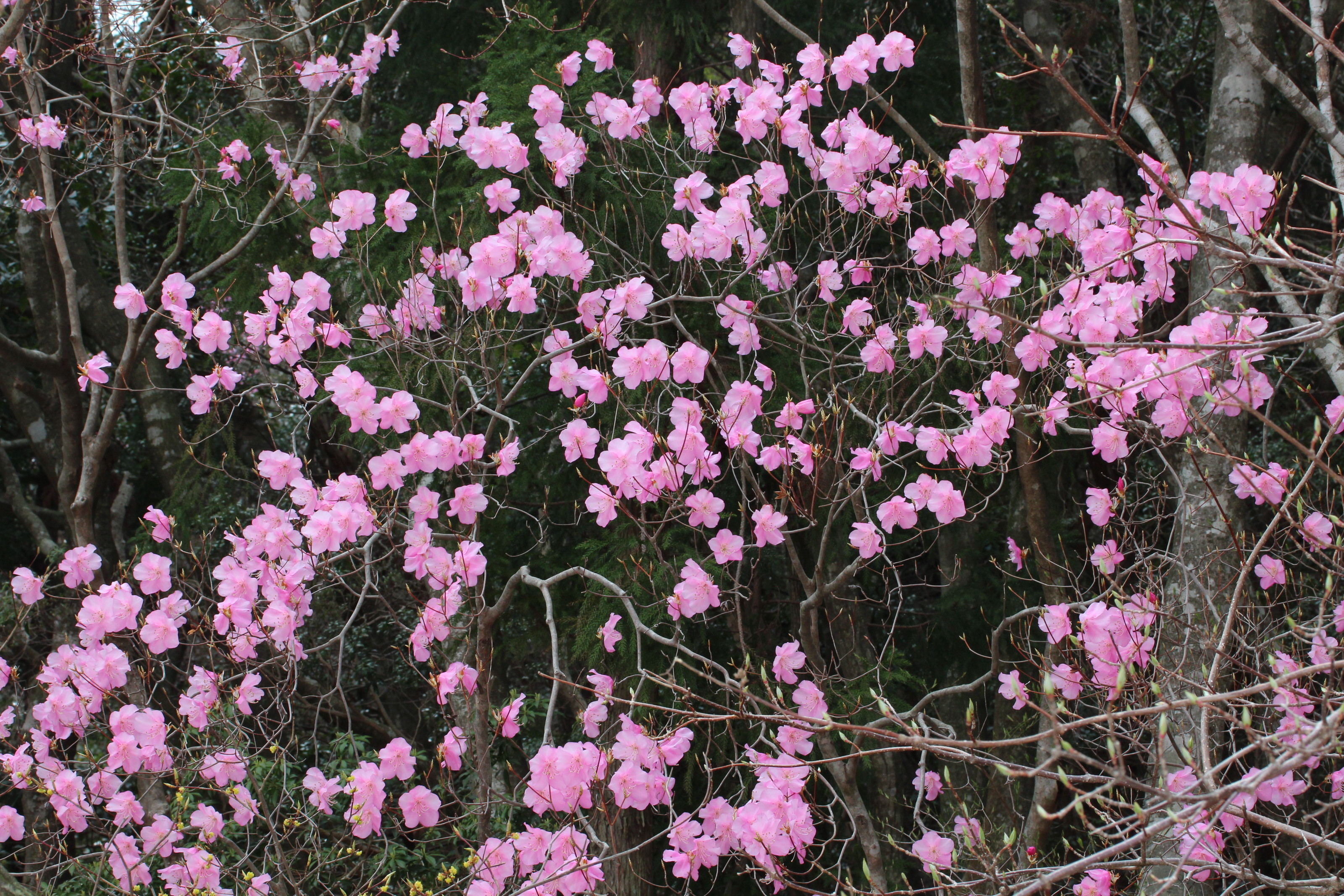